# 桜町 (刈谷市)

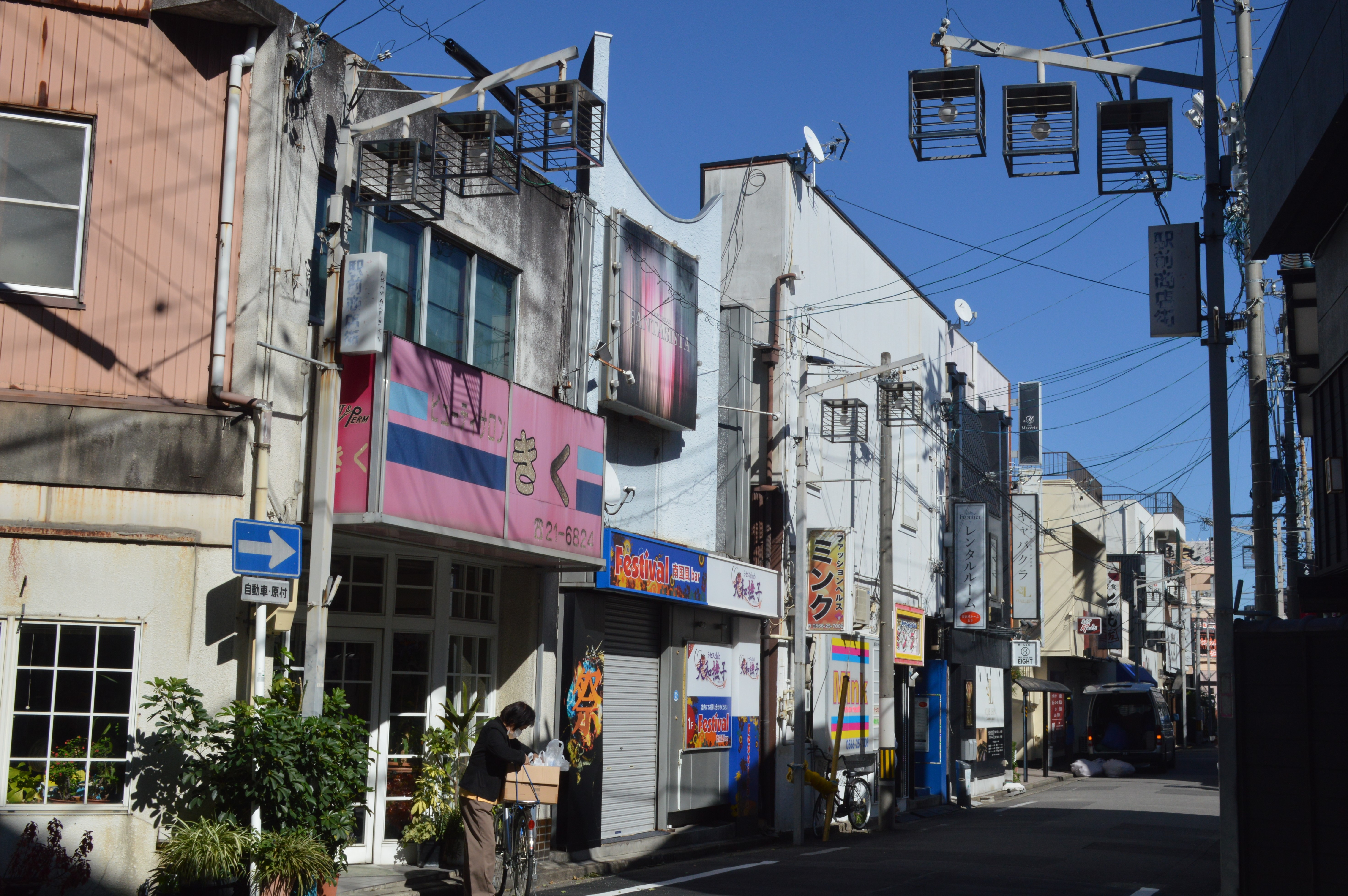
歓楽街の桜町通り商店街

桜町（さくらまち）は、愛知県刈谷市の町名。

## 地理
JR東海道本線・名鉄三河線刈谷駅北側の町である。北は昭和町、東は相生町、南は東海道本線を境界として南桜町と接している。
愛知県道51号知立東浦線が中央部を横断しており、刈谷跨線橋で東海道本線を超えている。県道51号と平行して明治用水西井筋（アクアモール）が流れている。グリーンモールさくらの一部は桜町通り商店街となっており、また小規模な歓楽街も形成されている。

## 歴史
- もとは刈谷市刈谷・神明町の一部だった[1]。
- 1956年（昭和31年） - 桜町を設置[1]。
- 1967年（昭和42年） - 桜町交差点に横断歩道橋を設置。刈谷市初の横断歩道橋である[1]。
- 1971年（昭和46年） - 桜町交差点に桜町横断地下道が完成[1]。

## 交通
- JR東海道本線・名鉄三河線刈谷駅
- 愛知県道51号知立東浦線
- アクアモール（明治用水西井筋）
- グリーンモールさくら

## 施設
- JR東海道本線・名鉄三河線刈谷駅
- 刈谷桜町郵便局
- 刈谷警察署刈谷駅前交番
- 西尾信用金庫刈谷支店
- 東海労働金庫刈谷支店
- 桜町通り商店街